# NGC 2536
NGC 2536 je galaksija u zviježđu Raku.

## Vanjske poveznice
- SEDS: NGC 2536